# 伊斯克 (挪威)
伊斯克（挪威語：Giske）是挪威的一個市镇，位於默勒-魯姆斯達爾郡，行政中心为北灘村。市镇面积为41平方公里，人口数量为8,462人（2020年），人口密度为每平方公里212.2人。